# Anopsicus boneti
Anopsicus boneti är en spindelart som beskrevs av Willis J. Gertsch 1982. Anopsicus boneti ingår i släktet Anopsicus och familjen dallerspindlar. Inga underarter finns listade i Catalogue of Life.